# NGC 7461
NGC 7461 је спирална галаксија у сазвежђу Пегаз која се налази на NGC листи објеката дубоког неба.
Деклинација објекта је + 15° 34' 57" а ректасцензија 23h 1m 48,1s. Привидна величина (магнитуда) објекта NGC 7461 износи 13,5 а фотографска магнитуда 14,5. NGC 7461 је још познат и под ознакама UGC 12314, MCG 2-58-56, CGCG 430-51, PGC 70290.